# Die Geschichte vom Spitfire Grill
Die Geschichte vom Spitfire Grill (Originaltitel: The Spitfire Grill) ist ein US-amerikanisches Filmdrama aus dem Jahr 1996. Es ist die erste Regiearbeit in einem Kinofilm von Lee David Zlotoff, der auch das Drehbuch schrieb. Der Film handelt von der jungen Percy, dargestellt von Alison Elliott, die nach ihrer Entlassung aus dem Gefängnis in der kleinen Stadt Gilead wieder Fuß zu fassen versucht, was ihr jedoch von den Bewohnern nicht leichtgemacht wird.
Der Film hatte seine Weltpremiere am 24. Januar 1996 auf dem Sundance Film Festival. Er spielte bei Produktionskosten von etwa sechs Millionen US-Dollar 12,6 Millionen US-Dollar ein und wurde in Peacham und in St. Johnsbury, Vermont gedreht.

## Handlung
Die junge Percy Talbott, die nach fünf Jahren aus dem Gefängnis von Maine entlassen worden ist, landet in der Kleinstadt Gilead, in der sie einen Neuanfang versuchen will. Sie findet Arbeit im Restaurant Spitfire Grill, das von Hannah Ferguson, einer sehr eigenwilligen alten Dame, geleitet wird. Joe Sperling, ein junger Mann des Ortes, sucht Percys Nähe und freundet sich mit ihr an. Später macht er ihr sogar einen Heiratsantrag. Als Hannah sich das Bein bricht, kümmert sich Percy verantwortungsvoll um sie und führt auch das Lokal nach Anfangsschwierigkeiten in Hannahs Sinn. Percy wundert sich zwar, als Hannah ihr die etwas seltsame Aufgabe überträgt, sie solle regelmäßig Konserven in einen Sack packen und ihn am Hackklotz draußen deponieren, fragt aber nicht weiter nach. Eines Morgens kommt Hannahs Nichte Shelby mit ihrer kleinen Tochter auf dem Arm ins Lokal, um Percy bei ihrer Arbeit zu unterstützen. Shelbys Selbstwertgefühl ist gering, was in erster Linie auf die abwertende Behandlung durch ihren Mann Nahum zurückgeht. Die beiden jungen Frauen arbeiten gut zusammen und freunden sich an. Von Shelby erfährt Percy auch, dass Hannah einen Sohn hatte. Eli sei groß, schön und stark gewesen, etwas Besonderes sei von ihm ausgegangen und dann sei der Krieg in Vietnam gekommen. Eli habe sich freiwillig gemeldet. Alle im Ort hätten ihn feierlich verabschiedet. Niemand habe ihn danach je wiedergesehen. Sein Vater sei daran zerbrochen und gestorben und Hannah habe niemals darüber gesprochen. Später zeigt Shelby ihrer neuen Freundin auch die kleine Dorfkirche, in die schon lange niemand mehr kommt. Nur sie ziehe sich manchmal dorthin zurück, wenn sie allein sein wolle.
Von den meisten Bewohnern des Ortes jedoch wird Percy misstrauisch beäugt, auch weil sie nicht über ihre Vergangenheit spricht. Als Hannah Fergusons Safe leergeräumt wird, fällt der Verdacht sofort auf Percy Talbott, die zur selben Zeit verschwunden ist. Einzig Shelby glaubt nicht an Percys Schuld und macht sich auf die Suche nach ihr. In der kleinen Kirche stöbert sie die junge Frau auf. Percy erzählt ihr, dass sie jemanden umgebracht habe, den Mann ihrer Mutter, der wie wild hinter ihr her gewesen sei, obwohl er ihre Mutter erst kurz zuvor geheiratet habe. Als sie schwanger geworden sei, habe sie gehofft, dass er sie nun endlich in Ruhe lassen werde. Sie habe sich so sehr auf ihr Baby gefreut und ihm versprochen, dass sie immer gut auf es achtgeben werde. Als er es dann wieder volltrunken bei ihr versucht habe, habe sie bei einem Kampf ihr Baby verloren. Es sei sehr schwer für sie gewesen, dass sie ihr Versprechen, das sie ihrem Kind gegeben habe, nicht einhalten habe können. Als er später gesagt habe, dass es doch gut gewesen sei, dass sie das Kind verloren habe und sie zufällig ein Rasiermesser herumliegen habe sehen, sei es einfach passiert. Johnny B. habe sie ihr Baby genannt, weil das sowohl für ein Mädchen wie auch einen Jungen passe.
Als Shelby später von Hannah wissen will, warum sie Percy plötzlich habe fallen lassen, bekommt sie nur eine ausweichende Antwort. Da man annimmt, dass Percy das Geld an einen Komplizen, der sich im Wald versteckt halte, weitergegeben habe, begeben sich Polizei und Einwohner auf die Jagd nach diesem. Als Hannah davon hört, ist sie völlig außer sich und bittet Percy im Wald nach ihm zu suchen und ihn zu warnen. Sie sorgt dafür, dass die junge Frau, die festgenommen worden ist, in den Wald laufen kann. Percy kennt die Plätze, an denen der Fremde, den sie „Johnny B.“ getauft hat, sich oft aufgehalten hat und kann ihn mit ihren Rufen warnen. Nahum Goddart ist mit geladener Waffe hinter beiden her, er zielt auf Johnny B. Percy, die im Fluss ist, macht auf sich aufmerksam, um von Johnny B. abzulenken und achtet dabei nicht auf die Stromschnellen, die sie erfassen und mit sich ziehen. Johnny B. kann sie nur noch tot bergen. Nahum eilt zu ihm und erkennt fassungslos Eli, Hannahs Sohn.
Auf der Trauerfeier für Percy ergreift Nahum das Wort und gesteht, dass er das Geld aus dem Safe genommen habe, damit Percy es nicht habe stehlen können. Er sei fest davon überzeugt gewesen, dass sie es tun wollte. Und weil er sich geirrt habe, trage er die Verantwortung für das, was nun geschehen sei.
Als Hannah in einer der nächsten Nächte aufwacht und in ihre Gaststätte geht, sitzt ihr Sohn Eli an einem der Tische. Tief ergriffen umfasst sie seine Hand und flüstert seinen Namen. Eli erwidert die Berührung. Einige Zeit später gibt es in Gilead ein Fest anlässlich der Beendigung eines Schreibwettbewerbs, der auf Percys Initiative hin ins Leben gerufen wurde. Hannah wollte – nicht nur aus Altersgründen – ihr Lokal gern verkaufen, fand aber bisher keinen Käufer. Bei einem Einsatz von 100 Dollar hatte man die Chance eine Antwort auf die Frage zu geben „Warum möchte gerade ich den Spitfire Grill übernehmen?“ Mehr als 200.000 Dollar kamen dabei zusammen und sackweise Post mit unendlich vielen Briefen, die zu sichten waren. Als Siegerin ging die junge Claire daraus hervor. Sie hatte unter anderem geschrieben: „Ich brauche nur einen Ort, wo ich meinem Jungen eine Chance geben kann, nur eine Chance, mehr braucht er nicht. Es ist nicht für mich, sondern für meinen Sohn. Gebt Charlie bitte eine Chance.“ Im Sinne von Percy, deren Kind keine Chance hatte, will man nun dem Kind einer anderen jungen Mutter diese Chance geben.

## Kritiken
Silvia Hallensleben schrieb in epd Film, der Film sei „eher ein schlechter als ein guter Film“. Er sei „als Frauenfilm für ein weibliches Publikum konzipiert, aber von einem männlichen Autor und Regisseur gemacht“. Der Film thematisiere außerdem die „Enge der Provinz“ und die „Borniertheit, die in Hass umschlägt, der Fremdes angstvoll abwehrt“. Weiter heißt es: „Das Ärgerliche an diesem Film sind die Subtexte, die er unter seiner vordergründigen Botschaft, dem Eintreten für weibliche Solidarität und die Verstoßenen, recht suggestiv vorbringt. Hier wird eine andere Sprache gesprochen als die der parteilichen Unterstützung. Oft sieht es so aus, als müsste Percy nicht nur ihrer Umwelt, sondern auch uns ihre Unschuld beweisen, sich bewähren. CARE OF THE SPITFIRE GRILL verweist dabei in seinem Innersten auf melodramatische Zusammenhänge, die von familiärer Schuld und mütterlichen Verfehlungen erzählen.“
Die Zeitschrift Cinema sah ein „emotionsgeladenes Frauendrama“. Die „schwache Geschichte“ biete „tolle Darstellerinnen, aber klebrige Musik und zu viel Melodramatik“.
Hervorragend besetztes Regiedebut von Lee David Zlotoff über die aufkeimende Freundschaft dreier Frauen. urteilte kino.de
Spielfilm.de/kino betont, dass „Regisseur Lee David Zlotoff mit diesem poetischen, bewegenden und handwerklich gekonnt gemachten Film sein Kinodebut“ gibt und […] meint weiter, dass es „im Spitfire Grill-Film vor altmodischer Aufrichtigkeit und der Anmut eines sehnsüchtigen Herzen“ ächze. Es sei „eine Kollage von verschiedenen ‚simplen‘ Geschichten um Begierde, Liebe  und Erlösung in der leider nicht alle Teile zueinander passen“ würden und kommt zu dem Schluss: „Ein Film voll von Nostalgie - Zu einer Zeit und an einem Ort, die leider nur im Film existieren.“
Das Lexikon des internationalen Films fasst seine Kritik wie folgt zusammen: „Ein eindringliches, poetisches Kinodebüt, das mit unspektakulären Mitteln und ruhigen Bildern von der Suche nach Geborgenheit und Versöhnung erzählt, am Ende allerdings unnötig ins Melodramatische abgleitet. Zahlreiche biblische Parallelen und Anspielungen bedürfen einiger Anstrengung, um entschlüsselt zu werden.“

## Auszeichnungen
Lee David Zlotoff gewann im Jahr 1996 den Publikumspreis des Sundance Film Festivals und wurde für einen weiteren Preis des Festivals nominiert. Der Film gewann 1997 den Christopher Award und 1998 einen Preis der Australian Cinematographers Society.